# Agrothereutes hospes
Agrothereutes hospes là một loài tò vò trong họ Ichneumonidae.